# Парламентские выборы в Великобритании (1997)
Парламентские выборы в Великобритании 1997 года (англ. United Kingdom general election of 1997) — демократические выборы, прошедшие 1 мая 1997 года. Правящие консерваторы во главе с Джоном Мейджором потерпели полное поражение и оказались в оппозиции, а лейбористы во главе с Тони Блэром, ставшим премьер-министром, впервые за 18 лет пришли к власти. Разрыв между консерваторами и лейбористами составил 253 мандата (418 у лейбористов против 165 у консерваторов).
На сегодняшний день выборы 1997 года являются самыми успешными для Лейбористской партии.

## Предвыборная кампания

«Новый лейборизм, новая угроза». Предвыборный плакат консерваторов, демонстрирующий лидера лейбористской партии Тони Блэра с «демоническими» глазами и пародирующий лозунг лейбористов «Новый лейборизм, новая Британия».

- Консервативная партия вела малоактивную кампанию. Было очевидно, что популярность консерваторов очень невысока. Длительный экономический рост при Маргарет Тэтчер сменился начавшейся рецессией при Мейджоре, которая была усугублена последствиями «чёрной среды» вскоре после парламентских выборов 1992 года. Рейтинг консерваторов после «чёрной среды» упал за месяц с 43 % до 29 %, в то время как рейтинг лейбористов за тот же период вырос с 40,5 % до 51 %[1]. К тому же, некоторые члены партии во время предвыборной кампании публично заявили о своём несогласии с проводимой правительством политикой (в частности, в вопросе об отношении к единой европейской валюте), что ещё более усугубило положение консерваторов.
- Лейбористская партия под руководством Тони Блэра вела предвыборную кампанию, используя новые центральные положения программы лейбористов («новый лейборизм»). Так, лейбористы отказались от крупномасштабной национализации, а также согласились с тем, что частная инициатива является наилучшим средством для достижения экономического роста. Также лейбористы умело использовали разногласия и трудности, возникшие у консерваторов, в своих интересах.

## Результаты выборов
На этих выборах консерваторы потерпели крупнейшее поражение начиная с 1906 года. Кроме того, кандидаты от тори не получили ни одного мандата в Шотландии и Уэльсе.
|  | Партия                                        | Лидер            | Голосов    | %    | Мест | Δ     |
|  | --------------------------------------------- | ---------------- | ---------- | ---- | ---- | ----- |
|  | Лейбористская партия                          | Тони Блэр        | 13 518 167 | 43,2 | 418  | ▲ 147 |
|  | Консервативная партия                         | Джон Мейджор     | 9 600 943  | 30,7 | 165  | ▼ 171 |
|  | Либеральные демократы                         | Пэдди Эшдаун     | 5 242 947  | 16,8 | 46   | ▲ 26  |
|  | Шотландская национальная партия               | Алекс Салмонд    | 621 550    | 2,0  | 6    | ▲ 3   |
|  | Партия Уэльса                                 | Дэвид Уигли      | 161 030    | 0,5  | 4    | ▬     |
|  | Шинн Фейн                                     | Джерри Адамс     | 126 921    | 0,4  | 2    | ▲ 2   |
|  | Ольстерская юнионистская партия               | Дэвид Тримбл     | 258 349    | 0,8  | 10   | ▲ 1   |
|  | Социал-демократическая и лейбористская партия | Джон Хьюм        | 190 814    | 0,6  | 3    | ▲ 1   |
|  | Юнионистская партия Соединённого Королевства  | Роберт Маккартни | 12 817     | 0,1  | 1    |       |
|  | Британская национальная партия                |                  | 35 832     | 0,1  | 0    |       |
|  | Партия независимости Соединённого Королевства |                  | 105 722    | 0,3  | 0    |       |
|  | Демократическая юнионистская партия           | Иан Пейсли       | 107 348    | 0,3  | 2    | ▼ 1   |
|  | Партия референдума                            |                  | 811 849    | 2,6  | 0    |       |
|  | Независимые                                   |                  | 64 482     | 0,1  | 1    |       |

По результатам выборов свои депутатские кресла потеряли в том числе и члены правительства Мейджора.
| Депутат                 | Округ                     | Должности в правительстве                                                                             |
| ----------------------- | ------------------------- | --- |
| Тони Ньютон             | Брэйнтри                  | Лидер Палаты общин 1992-1997, Министр социальной защиты 1989-1992, Министр здравоохранения 1986-1988. |
| Родс Бойсон             | Брент Норт                | Министр по делам местного самоуправления 1986-1987                                                    |
| Дерек Спенсер           | Брайтон Павилион          | Генеральный солиситор Англии и Уэльса 1992-1997                                                       |
| Уильям Уолдгрейв        | Бристоль Вест             | Главный секретарь Казначейства                                                                        |
| Найджел Форман          | Каршолтон и Уоллингтон    | Министр высшего образования 1992                                                                      |
| Малькольм Рифкинд       | Эдинбург Пентлэндс        | Министр иностранных дел 1995-1997                                                                     |
| Джеймс Дуглас-Гамильтон | Эдинбург Уэст             | Министр по делам Шотландии 1995-1997                                                                  |
| Майкл Портильо          | Энфилд Саутгейт           | Министр обороны 1995-1997                                                                             |
| Иэн Ланг                | Гэллоуэй и Аппер Нитсдейл | Президент торгового совета и Министр внешней торговли 1995-1997, Министр по делам Шотландии 1990-1995 |
| Норман Ламонт           | Кингстон-апон-Теймз       | Канцлер Казначейства 1990-1993                                                                        |
| Иэн Спроут              | Харидж                    | Министр спорта 1995-1997                                                                              |
| Роджер Фримэн           | Кеттеринг                 | Канцлер герцогства Ланкастерского 1995-1997                                                           |
| Ричард Трейси           | Сербитон                  | Министр спорта 1985-1987                                                                              |
| Майкл Бейтс             | Лэнгборг                  | Главный Казначей 1996-1997                                                                            |
| Майкл Моррис            | Нортгемптон Саут          | Вице-спикер Палаты общин 1992-1997                                                                    |
| Джон Коуп               | Нортэйвон                 | Главный казначей 1992-1994                                                                            |
| Дэвид Меллор            | Патни                     | Министр национального наследия 1995-1997                                                              |
| Джон Уоттс              | Слау                      | Министр Транспорта 1994-1997                                                                          |
| Джереми Ханли           | Ричмонд и Барнс           | Государственный министр иностранных дел 1995-1997                                                     |

Выборы 1997 года стали дебютными в политической карьере будущего премьер-министра Дэвида Кэмерона. Кэмерон баллотировался в Палату Общин от округа Стаффорд, но проиграл кандидату от лейбористов Дэвиду Кидни.